# Слуцьк (станція)
Слуцьк (біл. Слуцк) — вузлова станція Могильовського відділення Білоруської залізниці. Розташована у місті Слуцьк Слуцького району Мінської області.
Станція Слуцьк за призначенням і характером роботи є дільничною, за обсягом виконуваної роботи — 1-го класу.
До станції примикають 3 перегони: 
- Слуцьк — Калій-3 (одноколійний). Напівавтоматичне блокування з додатковим контролем вільності перегону для руху пасажирських і вантажних поїздів в обох напрямках;
- Слуцьк — Тимковичі (одноколійний). Напівавтоматичне блокування для руху пасажирських і вантажних поїздів в обох напрямках;
- Слуцьк — Новодвірці (одноколійний). Напівавтоматичне блокування з додатковим контролем вільності перегону для руху пасажирських і вантажних поїздів в обох напрямках[1].